# Интерлеукин 34
Интерлеукин 34, или ИЛ-34 је протеин из групе цитокина. Овај интерлеукин је прво био идентификован код људи путем обимног скринирања секретивних протеина. Код шимпанза, пацова и кокошки ИЛ-34 ортолози су такође нађени. Овај протеин се састоји од 241 аминокиселине, има масу од 39 кило Далтона, и формира хомодимере. ИЛ-34 повећава раст или опстанак имуних ћелија познатих као моноцити; и испољава своју активност путем везивања за стимулишући фактор колонија 1 рецептор.
Изражавање информационе РНА (иРНА) људског ИЛ-34 протеина је најобимније у слезини, али се исто тако јавља у неколико других ткива: тимус, јетра, танка црева, дебело црево, простата, плућа, срце, мозак, бубрег, testisi, i jajnik. Откриће ИЛ-34 протеина у црвеној пулпи слезине сугерише да има улог у расту и развоју мијелоидних ћелијаs, консистентно са његовом активношћу на моноцитима.
Недавни необјављени рад (Briggs et al., 2009) је показао да кокошији ИЛ-34 (chIL-34) има широко распрострањено иРНК изражавање, са највишим нивоима у тимусу, слезини, мозгу, плућима, кожи, лимфоцитима, моноцитима и макрофагама. Он такође има потенцијалну улогу код виралних инфекција, адаптивног имуног одговора и пролиферације коштане сржи.